# Camille Robert (historienne)
Pour les articles homonymes, voir Camille Robert.
Camille Robert (née le 1er août 1990 à Montréal) est doctorante en histoire à l'Université du Québec à Montréal, autrice et conférencière. En 2017, elle a été sélectionnée dans la liste des 10 jeunes auteurs à surveiller de l'émission Plus on est de fous, plus on lit! (ICI Radio-Canada Première).

## Biographie
Historienne de formation, Camille Robert complète présentement un doctorat à l'Université du Québec à Montréal et y enseigne à titre de chargée de cours. En 2017, elle a publié Toutes les femmes sont d'abord ménagères. Histoire d'un combat féministe pour la reconnaissance du travail ménager aux éditions Somme toute, qui a été sélectionné pour le Prix des libraires du Québec et parmi les Dix essais québécois de 2017 par La Presse. Plus récemment, elle a codirigé, avec Louise Toupin, un ouvrage collectif sur le travail invisible des femmes, paru aux éditions du remue-ménage en 2018,. Elle collabore régulièrement avec plusieurs médias, dont ICI Radio-Canada Première, Le Devoir, la Gazette des femmes et Savoir média.
En marge de ses études, elle s'est engagée, depuis 2009, dans le mouvement étudiant québécois et a été élue co-porte-parole de la Coalition large de l'Association pour une solidarité syndicale étudiante lors de la grève étudiante québécoise de 2012. Elle a également été active dans les mouvements syndicaux et féministes.

## Publications

### Livres
- Camille Robert et Louise Toupin (dir.), Travail invisible. Portraits d’une lutte féministe inachevée, Montréal, Éditions du remue-ménage, 2018, 200 p.[9]
- Camille Robert, Toutes les femmes sont d’abord ménagères. Histoire d’un combat féministe pour la reconnaissance du travail ménager, Montréal, Éditions Somme toute, 2017, 178 p.[10]

### Chapitres de livres
- Camille Robert, « De la nécessité de politiser le travail ménager : quelles perspectives pour les féministes d’aujourd’hui? », Françoise Stéréo. Anthologie, Moult Éditions, 2018, p. 89-95[11].
- Camille Robert, « Lessivée », dans Suzanne Zaccour et Michaël Lessard (dir.), Dictionnaire critique du sexisme linguistique, Montréal, Éditions Somme toute, 2017, p. 128-135.
- Camille Robert, « Récit imagé de la grève étudiante et du ‘‘printemps québécois’’ », dans Jean-Pierre Boyer et al. (dir.), À force d’imagination. Affiches et artéfacts du mouvement étudiant au Québec 1958-2013, Montréal, Éditions Lux, 2013, p. 63-111[12].
- Camille Robert, « ‘‘Notre arme, c’est la grève’’ : Quelles victoires pour les grévistes de 2012? », dans Mylène Bigaouette et Marie-Eve Surprenant (dir.), Les femmes changent la lutte, Montréal, Éditions du remue-ménage, 2013, p. 295-311[13].

### Articles (sélection)
- Camille Robert, « Le travail  invisible, angle mort des luttes sociales? », À Bâbord, no 78, février-mars 2019, p. 18-23.
- Camille Robert, « Quand l’histoire s’invite dans les débats sur les signes religieux », Le Devoir, 15-16 décembre 2018, p. B9[14].
- Camille Robert, « Il y a 50 ans : La Commission Bird, un point tournant pour la condition des femmes au Canada », Le Devoir, 21 octobre 2017, p. B6[15].
- Camille Robert, « Le mouvement étudiant et son rapport à l’histoire. Le cas de la grève générale illimitée de 2012 », HistoireEngagée, septembre 2015[16].
- Camille Robert, « Le salaire au travail ménager : réflexion critique sur une lutte oubliée », Possibles, vol. 38, no 1, été 2014, p. 13-26.

## Distinctions
- 2018-2021 : Bourse d’études supérieures du Canada Vanier[17]
- 2017 : Prix Claude-Corbo en études québécoises[8]
- 2017 : 10 jeunes auteurs à surveiller en 2017 – Plus on est de fous, plus on lit! / ICI Radio-Canada Première[1]
- 2017 : Essai sélectionné pour le Prix des libraires du Québec[3]
- 2017 : Prix de la Fondation Jean-Charles-Bonenfant, 15e édition des Prix du livre politique de l’Assemblée nationale du Québec[18]